# Music of the Sun
Music of the Sun (с англ. — «Музыка солнца») — дебютный студийный альбом барбадосской певицы Рианны, изданный лейблом Def Jam 26 августа 2005 года в США. Альбом был записан в 2004—2005 годах. Кроме Рианны песни исполнили Kardinal Offishall, J-Status и Vybz Kartel. Music of the Sun написан в жанрах R&B, данс-поп, дэнсхолл и рэгги.
Альбом получил смешанные отзывы критиков: некоторым понравились песни в жанрах карибской музыки и дэнсхолл, а другие критиковали качество производства. Music of the Sun дебютировал на 10 месте в чарте Billboard 200 и на 6 месте в Top R&B/Hip-Hop Albums. Альбом попал в топ-40 в Великобритании, Германии, Новой Зеландии и Швейцарии. Было выпущено 2 сингла с альбома: «Pon de Replay» и «If It’s Lovin' that You Want». Music of the Sun получил золотой сертификат RIAA за 500 000 проданных экземпляров.

## Создание

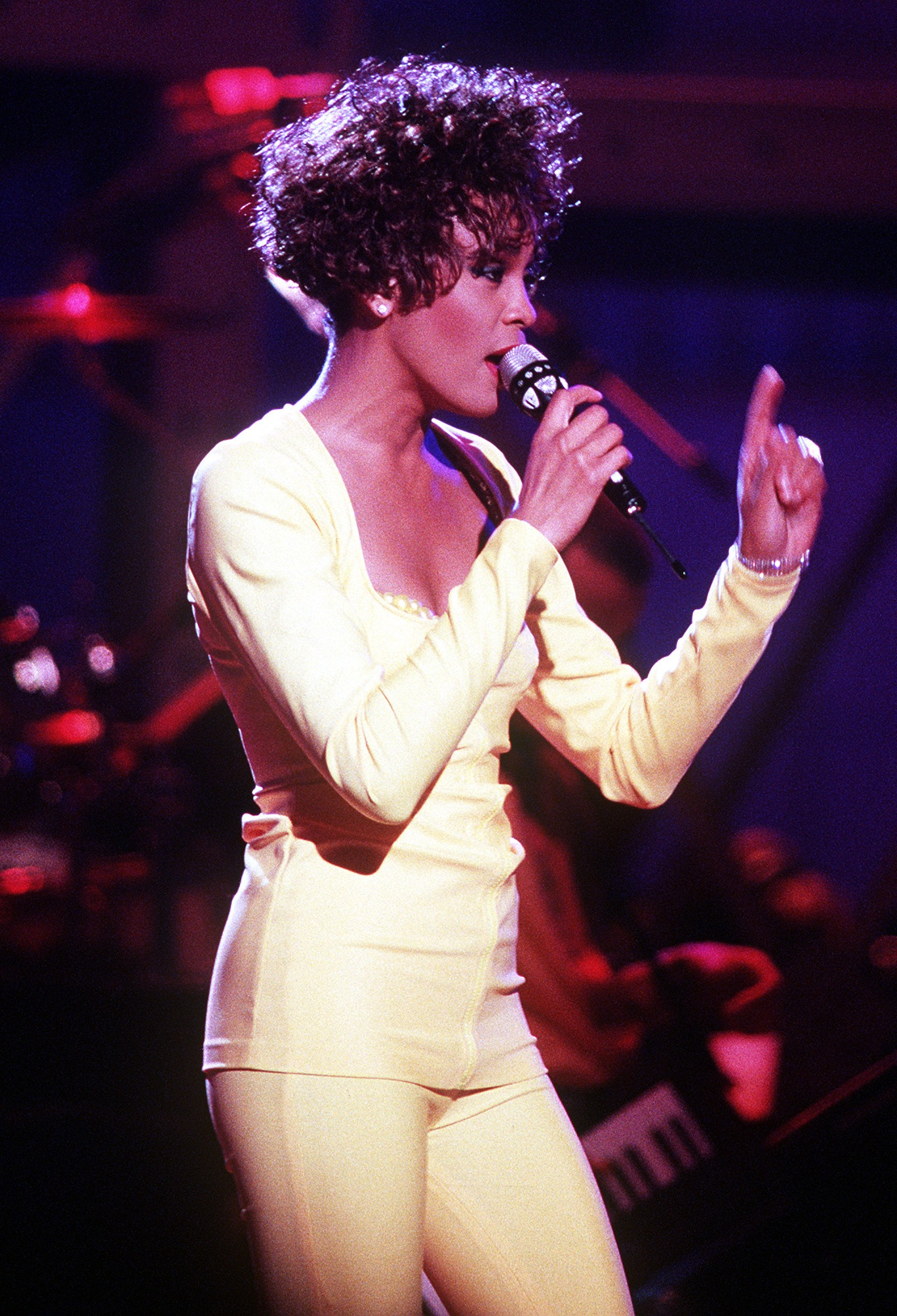
На прослушивании Рианна исполнила кавер-версии песни «For the Love of You» Уитни Хьюстон (на фото) для бывшего председателя Def Jam Jay-Z.

До подписания контракта с Def Jam Recordings Рианну заметил в Барбадосе американский музыкальный продюсер Эван Роджерс. Они встретились в декабре 2003 года благодаря тому, что друг Рианны отдыхал в Барбадосе и рассказал жене Роджерса, как она хорошо поёт и выступает. Потом Роджерс попросил Рианну зайти в его номер в отеле, где она исполнила песни «Emotion» Destiny's Child и «Hero» Мерайи Кэри. Исполнение Рианны впечатлило Роджерса, который с ней потом отправился в Нью-Йорк, где они сделали демозаписи. Их производство заняло около года, так как Рианна могла делать записи только во время школьных каникул. В возрасте 16 лет Рианна подписала контракт с компанией Роджерса и Карла Старкена Syndicated Rhythm Productions, которая предоставила ей юриста и менеджера до завершения демокассеты, которая была послана в различные лейблы по всему миру в конце 2004 года. Первым демокассету оценил Jay-Z, который недавно стал президентом и CEO Def Jam Recordings. В его офисе Рианну также слушал Эл Эй Рейд. Вспоминая прослушивание и встречу с Jay-Z, Рианна рассказала в интервью, как она себя чувствовала до того, как вошла в комнату:

Тогда я сильно нервничала … Я чувствовала себя так: о, боже, он прямо передо мной, я не могу смотреть, я не могу смотреть, я не могу смотреть! Помнится, я была очень сдержанной. Я была очень застенчивой. Мне всё время было холодно. Я была взволнована. Я сидела перед Jay-Z.[…] Я испытала благоговение перед знаменитостью.
.
Оригинальный текст (англ.)That's when I really got nervous. I was like: 'Oh God, he's right there, I can't look, I can't look, I can't look!' I remember being extremely quiet. I was very shy. I was cold the entire time. I had butterflies. I'm sitting across from Jay-Z. Like, Jay-Zee. I was star-struck.

На прослушивании Рианна исполнила кавер-версию песни Уитни Хьюстон «For the Love of You», а также песни «Pon de Replay» и «The Last Time», которые написаны и спродюсированы Роджерсом и Старкеном и затем включены в дебютный альбом Music of the Sun. Jay-Z сначала был настроен скептически относительно к подписанию контракта с Рианной. Она подписала контракт на 6 альбомов с Def Jam Recordings в феврале 2005 года, в тот же день, когда было прослушивание. Jay-Z сказал: «Есть только два выхода. Через дверь после подписания контракта. Или через это окно …». Jay-Z имел в виду, что он не даст Рианне уйти, если она не подпишет контракт. После заключения договора с Def Jam Recordings, Рианна отменила встречи с другими лейблами и переехала из Барбадоса в Нью-Йорк, где жила с Роджерсом и его женой. Рианна объяснила смысл названия альбома для сайта Kidzworld, сказав, что солнце представляет культуру её родных Карибских островов, а также её саму.

## Запись и композиция
После того, как Рианна подписала контракт с Def Jam Recordings, она начала работать с различными продюсерами над дебютным альбомом и продолжила сотрудничество с Роджерсом и Старкеном, которые написали слова и стали продюсерами песен «Pon de Replay» и «The Last Time» для демозаписи. Хотя Рианне не понравилась песня «Pon de Replay», и она не хотела её записывать, но она её полюбила к концу процесса записи. В интервью для сайта Kidzworld Рианна объяснила, как Роджерс и Старкен помогли развить её способности к написанию песен, которые также работали со знаменитостями: Бритни Спирс, Кристина Агилера и Келли Кларксон.
В Music of the Sun использованы мотивы карибской музыки, включая сока, дэнсхолл и регги, а также популярные жанры данс-поп и R&B. Слова первого сингла с альбома «Pon de Replay» написаны Роджерсом, Старкеном и Вада Ноублс. «Pon de Replay» состоит из жанров данс-поп, R&B и дэнсхолл. Эта песня о том, как главный персонаж просит диджея сыграть любимую песню, а также о танцах в клубе. Песня «The Last Time» написана Роджерсом и Старкеном и является балладой с акустической гитарой. Кроме Роджерса и Старкена, в производстве участвовали Poke & Tone of Trackmasters и Stargate. Trackmasters продюсировали второй сингл с альбома, «If It's Lovin' that You Want», который Рианна описала как «смешную песню». R&B-песня «If It’s Lovin' that You Want» о том, как девочка говорит мальчику, чтобы она стала его девушкой, потому что знает, чего хочет мальчик. Ремикс на эту песню под названием «If It’s Lovin' That You Want — Part 2» с участием рэпера Cory Gunz стал бонус-треком альбома A Girl like Me (2006). Наряду с Роджерсом и Старкеном, Stargate написали и продюсировали «Let Me», 9-й трек альбома. В Music of the Sun есть кавер-версия песни Доуна Пенна «You Don't Love Me (No, No, No)» с участием дэнсхолл-исполнителя Vybz Kartel.

## Синглы
«Pon de Replay» — первый сингл с альбома, выпущен 24 мая 2005. Он получил положительные отзывы критиков, которым понравилась композиция, вдохновлённая мелодиями Вэст-Индии и Карибских островов. Однако, Билл Лэмб (About.com) раскритиковал песню, так как её слова не требуют от слушателя интеллектуальной работы и не пробуждают мысли. Эта песня достигла 1 места в чарте New Zealand Singles Chart и 2 места в Billboard Hot 100 и UK Singles Chart. К песне есть видеоклип (реж. Little X) в клубной обстановке.
«If It’s Lovin' that You Want» — второй сингл с Music of the Sun, выпущен 2 декабря 2005. Песня получила средние отзывы критиков, большинству из них понравился вокал Рианны, а некоторым — нет. Песня не была успешной в чартах, как «Pon de Replay», достигнув 36 места в Billboard Hot 100, а также попала в первые 40 мест в нескольких чартах. Режиссёром видеоклипа с участием Рианны на пляже стал Marcus Raboy.

## Критика
| Оценки критиков      | Оценки критиков |
| Источник             | Оценка          |
| -------------------- | --------------- |
| Allmusic             | .               |
| Boston Herald        | .               |
| Entertainment Weekly | (C).            |
| The Jamaica Observer | .               |
| New York Post        | .               |
| The New York Times   | (средняя).      |
| PopMatters           | (5/10).         |
| Rolling Stone        | .               |
| Slant Magazine       | .               |

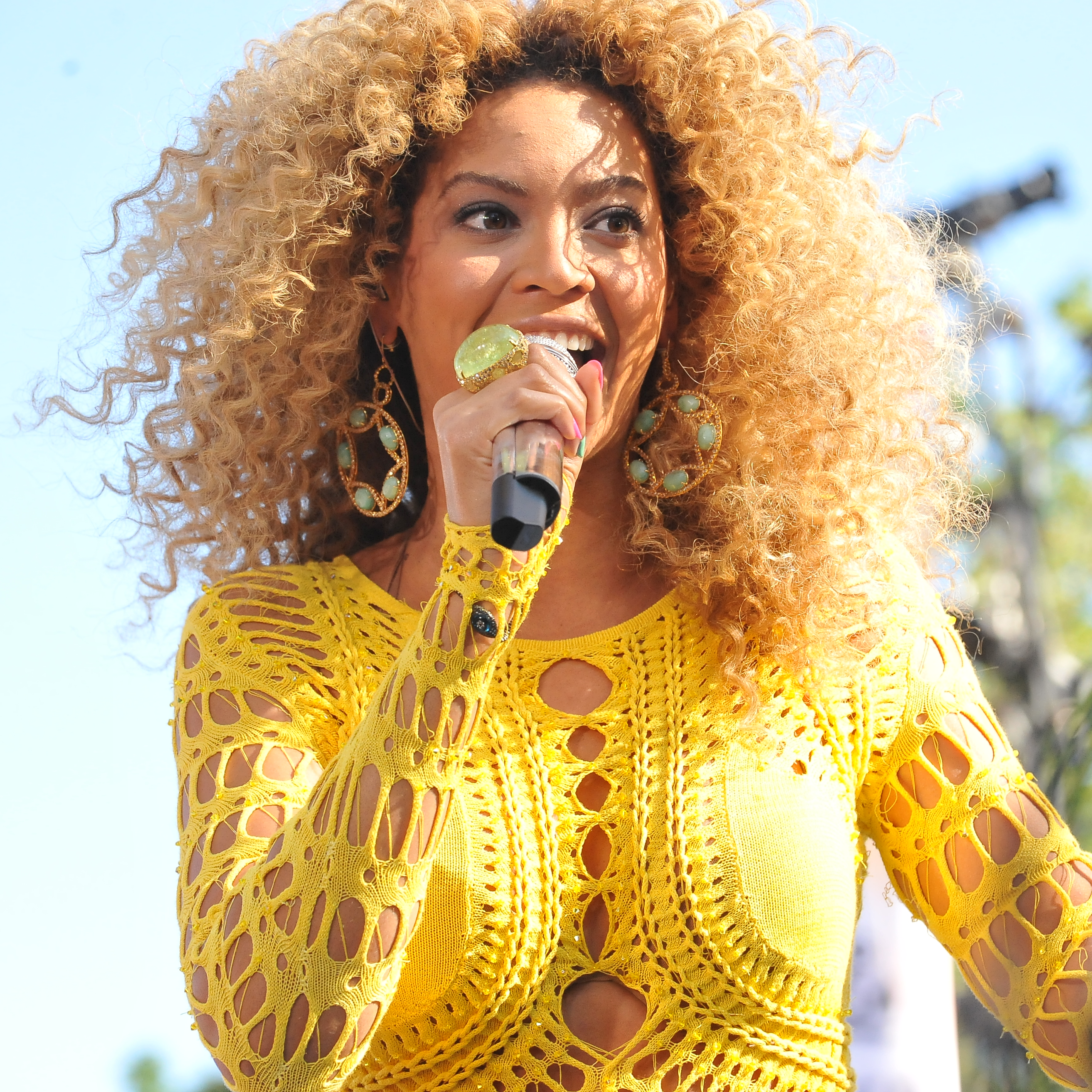
Композицию «Pon de Replay» сравнивали с песней «Baby Boy» Бейонсе (на фото).

Джейсон Бирхмайер (Allmusic) похвалил Music of the Sun и дал оценку 3.5 звёзды из 5. Бирхмайер прокомментировал, что альбом представляет Рианну как «обаятельную и не похожую ни на кого», так как ей удалось отличиться от других данс-поп исполнителей, таких как Ашанти, Бейонсе и Сиара. Бирхмайер отметил, что «Music of the Sun один из самых увлекательных урбан данс-поп альбомов года». Шанталь Дженаур (The Jamaica Observer) дал оценку 3.5 звёзды из 5: ему понравились дэнсхолл и хип-хоп композиции «Pon de Replay», «Rush», «Let Me», «Music of the Sun» и «That La La La», которые делают слушателя «счастливым» и «беззаботным».
Келефа Саннех (The New York Times) дал Music of the Sun среднюю оценку: ему понравилась смесь дэнсхолла и регги с более популярными жанрами, особенно ему понравилась смесь дэнсхолла и попа в композиции «Pon de Replay — одним из самых значительных и притягательных клубных треков лета». Лиаму Колле понравился альбом и его карибские мотивы и оценил альбом на 5 из 10. Барри Уолтерс (Rolling Stone) оценил альбом на 2.5 звезды из 5 и сказал, что альбом не хочется слушать снова, оригинальность и ритм сингла с «непримечательным vocal hiccups и излишествами» R&B, которые отразились на её «карибском шарме». Сал Синкмэни (Slant Magazine) дал оценку 2.5 звёзды из 5, описав альбом как «излишество R&B певицы-подростка» и сказал, что сингл «Pon de Replay» — «дэнсхолл-поп смесь, которая в долгу перед „Baby Boy“ Бейонсе». Эван Серпик (Entertainment Weekly) раскритиковал Music of the Sun и дал оценку C, написав, что «дрожащий вокал 17-летней слышен в композициях 'That La La La' и 'Let Me', и это слабый дэнсхолл/R&B дебют, так как его производство дешёвое и аранжировка сентиментальна, и поэтому Music of the Sun лишь черновик».

## Коммерческие успехи
В США Music of the Sun дебютировал на 10 месте в чарте Billboard 200 17 сентября 2005. Альбом провёл в этом чарте 35 недель. Music of the Sun вошёл в чарт Top R&B/Hip-Hop Albums на 6 месте и провёл в нём 44 недели. Спустя 5 месяцев от даты релиза альбом получил золотой сертификат RIAA 1 января 2006 за поставку более 500 000 копий. По состоянию на 23 июля 2010, в США продано 593 000 копий. В Канаде Music of the Sun дебютировал в чарте Canadian Albums Chart на 7 месте 17 сентября 2005, но вышел из десятки на следующей неделе. Спустя 4 месяца от релиза он получил платиновый сертификат от Music Canada за поставку более 100 000 копий.
За пределами США и Канады Music of the Sun не был успешным. В Великобритании альбом дебютировал в чарте UK Albums Chart на 35 месте 10 октября 2005. Через 2 недели Music of the Sun упал до 38 места, а на следующей неделе вышел из Official UK Top 40. 12 мая 2006 альбом получил золотой сертификат от BPI за поставку более 100 000 копий. Также альбом дебютировал в чарте Swiss Albums Chart на 46 месте 11 сентября 2005 и поднялся до 38 места спустя 4 недели. В Австрии Music of the Sun дебютировал в чарте Austrian Albums Chart на 61 месте18 сентября 2005 и достиг 45 места на следующей неделе. Альбом вошёл на 93 место в French Albums Chart 24 сентября 2005. В Нидерландах Music of the Sun достиг 98 места в чарте Dutch Albums Chart 29 апреля 2006 и провёл в нём 1 неделю. В Новой Зеландии альбом дебютировал на 40 месте в New Zealand Albums Chart 26 сентября 2005. Между 29 сентября и 10 октября 2005 Music of the Sun ушёл из чартов top-40, но вернулся на 40 место 10 октября 2005. На 4 неделю участия в чартах Music of the Sun достиг 26 места.

## Список композиций
Источник:.
| №                   | Название                                                   | Автор(ы)                                                                                    | Продюсеры                                  | Длительность |
| ------------------- | ---------------------------------------------------------- | ------------------------------------------------------------------------------------------- | ------------------------------------------ | ------------ |
| 1.                  | «Pon de Replay»                                            | Алиша Брукс, Вада Ноублс, Эван Роджерс, Карл Старкен                                        | Роджерс, Старкен, Ноублс                   | 4:06         |
| 2.                  | «Here I Go Again» (при участии J-Status)                   | Роджерс, Старкен, J-Status, Робин Фенти                                                     | Роджерс, Старкен                           | 4:11         |
| 3.                  | «If It's Lovin' That You Want»                             | Жан-Клод Оливер, Сэмюэл Барнс, Александер Мосли, Скотт Ларок, Лоуренс Паркер, Макеба Риддик | Poke and Tone, Spanador                    | 3:28         |
| 4.                  | «You Don't Love Me (No, No, No)» (при участии Vybz Kartel) | Dawn Penn, Эллас Макдэниэл, Вилли Коббс                                                     | Роджерс, Старкен, D. "Supa Dups" Chin-quee | 4:20         |
| 5.                  | «That La, La, La»                                          | Full Force, Дернст Эмиль                                                                    | Full Force                                 | 3:45         |
| 6.                  | «The Last Time»                                            | Роджерс, Старкен                                                                            | Роджерс, Старкен                           | 4:53         |
| 7.                  | «Willing to Wait»                                          | Роджерс, Старкен, Натан Уоттс, Генри Редд, Коттон Грин, Джун Денис Уильямс, Фенти           | Роджерс, Старкен                           | 4:37         |
| 8.                  | «Music of the Sun»                                         | Дайан Уоррен, Роджерс, Старкен, Фенти                                                       | Роджерс, Старкен                           | 3:56         |
| 9.                  | «Let Me»                                                   | Миккель С. Эриксен, Тор Эрик Хермансен, Роджерс, Старкен, Риддик                            | Stargate, Роджерс, Старкен                 | 3:56         |
| 10.                 | «Rush» (при участии Kardinal Offishall)                    | Роджерс, Старкен                                                                            | Роджерс, Старкен                           | 3:09         |
| 11.                 | «There's a Thug in My Life» (при участии J-Status)         | И. Джордан, Роджерс, Старкен                                                                | Роджерс, Старкен                           | 3:21         |
| 12.                 | «Now I Know»                                               | Роджерс, Старкен, Фенти                                                                     |                                            | 5:01         |
| Общая длительность: | Общая длительность:                                        | Общая длительность:                                                                         | Общая длительность:                        | 46:43        |

| №   | Название                                          | Автор(ы)                        | Длительность |
| --- | ------------------------------------------------- | ------------------------------- | ------------ |
| 13. | «Pon de Replay» (Ремикс при участии Elephant Man) | Брукс, Ноублс, Роджерс, Старкен | 3:37         |

| №   | Название                           | Автор(ы)                   | Длительность |
| --- | ---------------------------------- | -------------------------- | ------------ |
| 14. | «Should I?» (при участии J-Status) | Роджерс, Старкен, J-Status | 3:06         |

| №   | Название                           | Автор(ы)                   | Длительность |
| --- | ---------------------------------- | -------------------------- | ------------ |
| 14. | «Should I?» (при участии J-Status) | Роджерс, Старкен, J-Status | 3:06         |
| 15. | «Hypnotized»                       | Роджерс, Старкен, Фенти    | 4:15         |

## Участники записи
Источник: Allmusic.

### Музыканты
| - Рианна — вокал, композитор - Роб Моунси — аранжировщик/дирижёр - Full Force — бэквокал - Карл Старкен — композитор, гитара, клавишные, пианино - Эванджелин Эвелин — гитара - Лоуренс Глазенер — бас - Аврил Браун — скрипка - Кеннет Беруорд-Хой — скрипка - Яна Гойхман — скрипка - Энн Лэтерс — скрипка - Сеновия Камминс — скрипка - Ян Маллен — скрипка - Элизабет Нильсон — скрипка | - Дебра Шафелт — скрипка - Марти Свит — скрипка - Ури Водоз — скрипка - Кэрол Венер — скрипка - Стефани Кам — виолончель - Ричард Локер — виолончель - Марк Оррин Шуман — виолончель - Лиан Траффл — виолончель - Тристан Харт — альт - Винс Лионти — альт - Сью Прэй — альт |

### Производство
| - Эван Роджерс, Карл Старкен — исполнительные продюсеры - Full Force, Эван Роджерс — обработка вокала - Full Force — дополнительная обработка вокала - Эл Хембергер, Мэтт Ноубл, Малкольм Поллак — Звукорежиссёры - Джейсон Эйджел, Рой Мэттьюз, Алекс Пинто — помощники звукорежиссёров - Джейсон Голдстайн, Джейсон Гроукотт, Эл Хембергер — сведение | - Крис Герингер — мастеринг - Джей Браун, Эдриэнн Мухаммад, Тиран «Ти Ти» Смит — A&R - Тай Линзи — дизайн - Энди Уэст — режиссура - Тай Линзи, Марк Манн, Айван Отис — фото |

## Чарты и сертификаты
| 2005                      | Место |
| ------------------------- | ----- |
| Austrian Albums Chart     | 45    |
| Canadian Albums Chart     | 7     |
| French Albums Chart       | 93    |
| German Albums Chart       | 31    |
| New Zealand Albums Chart  | 26    |
| Swiss Albums Chart        | 38    |
| UK Albums Chart           | 35    |
| US Billboard 200          | 10    |
| US Top R&B/Hip-Hop Albums | 6     |
| 2006                      | Место |
| Netherlands Albums Chart  | 98    |
| 2011                      | Место |
| French Albums Chart       | 178   |

| Страна         | Сертификат |
| -------------- | ---------- |
| Канада         | платиновый |
| Великобритания | золотой    |
| США            | золотой    |

### Синглы
| Название                       | Год  | Места в чартах | Места в чартах | Места в чартах | Места в чартах | Места в чартах | Места в чартах | Места в чартах | Места в чартах | Места в чартах | Места в чартах | Сертификаты                        |
| Название                       | Год  | AUS            | AUT            | CAN            | FRA            | GER            | IRL            | NZL            | SWI            | UK             | US             | Сертификаты                        |
| ------------------------------ | ---- | -------------- | -------------- | -------------- | -------------- | -------------- | -------------- | -------------- | -------------- | -------------- | -------------- | ---------------------------------- |
| «Pon de Replay»                | 2005 | 6              | 5              | 3              | 18             | 6              | 2              | 1              | 3              | 2              | 2              | - AUS: платиновый - US: платиновый |
| «If It’s Lovin’ that You Want» | 2005 | 9              | 31             | —              | —              | 25             | 8              | 9              | 19             | 11             | 36             |                                    |

## Хронология релизов
| Страна         | Дата            | Формат           | Лейбл              |
| -------------- | --------------- | ---------------- | ------------------ |
| США            | 12 августа 2005 | Digital download | Def Jam Recordings |
| Великобритания | 29 августа 2005 | Digital download | Mercury            |
| Канада         | 30 августа 2005 | CD               | Universal Music    |